# Modryń-Kolonia
Modryń-Kolonia – kolonia w Polsce położona w województwie lubelskim, w powiecie hrubieszowskim, w gminie Mircze.
W latach 1975–1998 miejscowość administracyjnie należała do województwa zamojskiego. 
Wieś stanowi sołectwo gminy Mircze. Według Narodowego Spisu Powszechnego (III 2011 r.) liczyła 313 mieszkańców i była dziewiątą co do wielkości miejscowością gminy.
Wierni Kościoła rzymskokatolickiego należą do parafii Zmartwychwstania Pańskiego w Mirczu.

## Dawne cmentarze
We wsi znajduje się cmentarz prawosławny, dawniej unicki, założony prawdopodobnie w połowie XIX w. jako kontynuacja cmentarza przy parafialnej cerkwi w Modryniu. Był użytkowany do wywiezienia prawosławnych Ukraińców – ostatnie pochówki datowane są na r. 1944.